# Gharib (film)
Pour les articles homonymes, voir Gharib.
Gharib (L'Étranger) ( persan : غریب) est un film de guerre-biographique iranien de 2023 réalisé par Mohammad Hosein Latifi. Gharib raconte l'histoire d'un héros iranien, Mohammad Boroujerdi, au Kurdistan en 1981-1982,.
Gharib a été nommé pour 10 prix et en remporté 6 au 41e Festival du film Fajr,.

## Fiche technique
- Titre original : Gharib

- Titre original non latin :persan :غریب
- Réalisation : Mohammad Hosein Latifi
- Scénario : Hamed Angha
- Pays d'origine :  Iran
- Dates de sortie : 2023
- Décors et Costumes : Mohammad Reza Shojaee
- Musique : Hamed Âbédi

- Montage : Meysam Molaee

- Durée : 90 minutes
- Langue originale : persan

## Distribution
- Babak Hamidian
- Pardis Pourabedini
- Hazhirsam Ahmadi
- Rahim Norouzi
- Hésam Mahmoudi
- Mehran Ahmadi
- Farhad Ghaemian

## Récompenses
| Année | Prix                                | Catégorie                                                         | Nom                    | Résultat            |
| ----- | ----------------------------------- | ----------------------------------------------------------------- | ---------------------- | ------------------- |
| 2023  | Festival international du film Fajr | Prix spécial du jury                                              | Mohammad Hosein Latifi | Lauréat             |
| 2023  | Festival international du film Fajr | Simorgh de cristal pour le Meilleur film par vote des spectateurs | Mohammad Hosein Latifi | Lauréat             |
| 2023  | Festival international du film Fajr | Simorgh de cristal pour le Meilleur film                          | Mohammad Hosein Latifi | Nomination          |
| 2023  | Festival international du film Fajr | Simorgh de cristal pour la Meilleure actrice                      | Pardis Pourabedini     | Lauréat             |
| 2023  | Festival international du film Fajr | Meilleur acteur dans un second rôle                               | Farhad Ghaemian        | Diplôme honorifique |
| 2023  | Festival international du film Fajr | Meilleur acteur dans un second rôle                               | Mehran Ahmsdi          | Nomination          |
| 2023  | Festival international du film Fajr | Meilleurs effets spéciaux                                         | Hamid Rassoulian       | Lauréat             |
| 2023  | Festival international du film Fajr | Meilleur maquillage                                               | Shahram Khalaj         | Lauréat             |
| 2023  | Festival international du film Fajr | Meilleure conception de costumes                                  | Mohammad Reza Shojaee  | Nomination          |
| 2023  | Festival international du film Fajr | Meilleure Mise en scene                                           | Mohammad Reza Shojaee  | Lauréat             |

## Référeances
1. ↑  (en) « Movie portrays IRGC commander's efforts to maintain integrity in western Iran », Tehran Times, 26 novembre 2022 (consulté le 11 avril 2023)
2. ↑  (en-US) « "Gharib" is a story of a national hero », Partonews.ir, 12 mars 2023 (consulté le 9 avril 2023)
3. ↑  (fa) « لطیفی از روزگار «غریب» گفت+ویدیو », خبرگزاری برنا (consulté le 9 avril 2023)
4. ↑  « سیمرغ‌های فیلم فجر به پرواز درآمدند », isna.ir,‎ 11 février 2023
5. ↑  « نامزدهای جشنواره فیلم فجر اعلام شدند », irna.ir,‎ 10 février 2023